# ジョルジュ・キュヴィエ
ジョルジュ・キュヴィエ（バロン・ジョルジュ・レオポール・クレティアン・フレデリック・ダゴベール・キュヴィエ、Baron Georges Léopold Chrétien Frédéric Dagobert Cuvier, 1769年8月23日 - 1832年5月13日）は、フランスの博物学者である。比較解剖学の大立て者であり、古生物学にも大きな足跡を残した。
弟のフレデリック・キュヴィエも動物学者として知られる。

## 生涯
ヴュルテンベルクのメンペルガルト（現在のモンベリアル）にヨハン・レオポルト・ニコラウス・フリードリッヒ・キューファー (Johann Leopold Nicolaus Friedrich Kuefer) という名で生まれた。退役して年金で暮らす将校の息子だった。キュヴィエ家はプロテスタントで、ジュラ山脈部のフランス・スイス国境地帯からユグノー戦争による宗教迫害の結果移住してきた家系である。
シュトゥットガルトのカルルスシューレ（当時設立された軍人養成校）で4年間学んだ後、エリシー伯爵家の家庭教師をした。エリシー伯爵はフェカンの近くで夏を過ごすのを恒例にしていたが、それが縁で当時フェカンに蟄居していた農学者アンリ=アレクサンドル・テシエの知遇を得た。テシエがパリに住む友人たち宛に紹介状を書いてくれた結果、キュヴィエは著名な博物学者であるエティエンヌ・ジョフロワ・サンティレールと文通した後、1795年に国立自然史博物館の比較解剖学教授の助手に採用されることになった。
またキュヴィエは同年に設立されたフランス学士院の会員に選出された。1796年からパンテオン中央学校 (École centrale du Panthéon) で自然史ないし博物学の教鞭をとりはじめ、4月に学士院の集会が開催されると彼の最初の古生物学の論文となる文章を発表した。これが後に1800年に『現存および化石のゾウ種についての覚書』Mémoires sur les espèces d'éléphants vivants et fossiles の名で出版されることになるものである。
1798年に初めての著書『動物の自然史基礎編』Tableau élémentaire de l'Histoire naturelle des animaux を出版した。これは彼がパンテオン中央学校で行った講義の要約であったが、おそらくは彼の動物界の自然分類の基礎となっており、最初にして全般的な説明となっているとみなすことができるものである。
1799年にルイ・ジャン＝マリー・ドバントンの後を継いでコレージュ・ド・フランスの自然史教授となった。翌年出版した『比較解剖学教程』Leçons d'anatomie comparée は、初め2巻をアンドレ･デュメリルの、残り3巻をジョルジュ・ルイ・デュヴェルノワの協力のもと執筆したものだが、古典的研究と位置づけられている。
1802年パリ植物園の正規の教授となった。同年、学士院の代表として、公教育の視学監督官に任命された。この後者の立場で彼は南フランスを視察していたが、1803年初頭に学士院の物理学および自然科学部門の終身書記に選出された結果、視学監督官の職を辞任し、パリへ戻った。
主要な古生物学と地学の調査の結果は最終的に2つの別々の研究として世に送り出された。一つは有名な Recherches sur les ossements fossiles de quadrupedes で1812年パリで出版され、1821年と1825年に改訂された。もう一つは Discours sur les revolutions de la surface du globe で1825年パリで出版された。
しかし、どの研究も彼の4色8つ折り判の本の1817年の初版及び1829年から1830年までの5巻の内の2巻目の形で出版された Regne animal distribué d'après son organisation よりも高い評価は得なかった。この古典的な研究でキュヴィエは現生及び化石動物での彼の全ての調査の結果を具体化した。全ての研究は昆虫綱を除き彼のものであり、それは友人のピエール・アンドレ・ラトレイユの支援によるものだった。
1821年「早まった声明」を出した。彼は著書の中で「大型哺乳動物の新種発見はもはや有り得ないだろう」と述べた。しかし実際にはキュヴィエの声明以降も、アカカンガルー（1822年）、ジャワサイ（同年）、ニシゴリラ（1847年）、ジャイアントパンダ（1869年）、オカピ（1901年）など、体長1メートルを超える多くの新種が発見されている。1823年には、キュヴィエ自らがツキノワグマを新種記載する羽目になった。
動物学と古生物学の自らの独自調査とは別に、キュヴィエは学士院の終身秘書及び全体の公教育の関連として莫大な量の仕事を行ない、それらの殆どは最終的に出版された。1808年彼はナポレオン・ボナパルトにより、フランスへ加えられたアルプスとライン川の向こうの地区のより高い教育樹立状況を調査し、そして中央の大学と提携する方法を報告する任務で帝国大学の評議会へ配置され、（1809年、1811年、1813年に）その議長を務めた。これについて3つの別々の報告書が彼により発表された。
再び、学士院終身秘書の地位で、キュヴィエは多数の科学アカデミーの死去したメンバーのエロージュ・ジストリック（éloges historiques：歴史的賞賛）だけでなく、多数の物理学、自然科学史の報告書の筆者となり、それらの最重要な殆どが Rapport historique sur le progrès des sciences physiques depuis 1789 として1810年に出版された。
ナポレオンの没落（1814年）に先立ってキュヴィエは国務院ないし護憲元老院議会に認められ、その地位はブルボン家の復古にも影響を受けなかった。彼は学長に選ばれ、その地位で公教育評議会の仮の会長として活動し、その一方でルター派としてプロテスタント神学部を監督していた。1819年内政委員会の会長に任命され、死ぬまでその職に就いていた。
1826年にレジオン・ドヌール勲章を得、七月王政期の1831年にはルイ・フィリップにより貴族に昇格、その後貴族院議会の議長に任命される。1832年の初め内務相に指名されたが、5月にコレラによって死亡した。

## 業績
彼の研究は、比較解剖学に基づき、ひとつには現在の動物の分類を行い、また化石との比較から古生物学を大きく推し進めた。彼は動物の体はその各部分が機能に結びついた構造を持ち、それらが互いに関連して統一的な仕組みをもつと見た。そこから、器官や骨のひとつからも、その動物の全体像が知れると言っている。
キュヴィエは次の3つの事項の探求に今度は特に専念した。一つは軟体動物門の構造と分類の関係、二つ目は魚類の比較解剖学と系統的位置、そして三つ目は主として化石哺乳類と爬虫類、次に同じグループに属する現生動物の骨学。軟体動物に関する彼の研究は1792年に始まったが、この部門のほとんどの回想録は1802年から1815年の間に Annales du museum で発表された。それらは後に Mémoires pour servir de l'histoire et a l'anatomie des mollusques として1冊に集約されて1817年パリで出版された。
キュヴィエの魚の調査は1801年に始まり、最終的に5000種の魚について記述された Histoire naturelle des poissons を出版する結果となり、それはキュヴィエとアシル・ヴァランシエンヌ (Achille Valenciennes) の共同研究であったが、（キュヴィエが関わった限り）1828年から1831年へ出版は延期した。この調査の領域では彼は回想録の長い一覧を発表した。それは一部は絶滅動物の骨に関係し、一部は現生動物の骨格の観察結果―特に構造及び化石との類似点を詳細を述べている。その2番目のカテゴリーにはインドサイの、バク、ケープハイラックス、カバ、ナマケモノ、マナティーなどと関係する多数の論文が含まれるだろう。前のカテゴリーではより多数の回想録が含まれ、モンマルトルの始新世の地層の絶滅哺乳類、化石種のカバ、絶滅種のオポッサム（Didelphys gypsorum）、メガロニクスやメガテリウム等の地上生大型ナマケモノ、ホラアナハイエナ、プテロダクティルス、絶滅種のサイ、ホラアナグマ、マストドン等の絶滅種のゾウ、化石種のマナティーとアザラシ、ワニ目、カメ目、魚類、鳥類の化石の形式についての論文が含まれる。

### 比較解剖学
彼の比較解剖学は、徹底的に実証主義に基づいたものであった。それ以前の比較解剖学は自然哲学的な色彩を強く持つもので、さまざまな動物の構造を比較し、相同器官などの概念を作り出した一方で、ともすれば恣意的な解釈に陥りがちであった。たとえばサンティレールは節足動物の歩脚と脊椎動物の肋骨を相同とみなし、それによって両者の体制が同じであるとの論を述べたのに対して、キュヴィエは何度も討論を行い、これを打ち破った。彼は生物の構造を機能に結び付けて理解することを目指し、生物体の各部分は互いに関連し、機能的に結びついていると述べた。この考えが化石研究にも生かされたといっていいだろう。

### 古生物学
哺乳類に関係する古生物学分野は本質的にキュヴィエにより作られ確立されたとも言える。彼は上記のように、比較解剖学において、各部分が機能的に結びついているとの判断を持った。たとえば肉食獣は牙がとがっており、その代わりにあごは張らない。逆に草食獣では発達した臼歯があり、あごが張る。そのような推察や判断によって、通常バラバラに出土する化石を組み立て、古生物を復元することを行った。彼以前に、骨を組み立てることを考えたものはいなかった。

## 反進化論
同時に、彼はラマルクの進化論に強く反対したことでも知られる。彼は古生物が時代によって異なるものから構成されることを明らかにしたが、これを複数回にわたる天変地異による絶滅と、その後の入れ替わりによるという、いわゆる「天変地異説」を唱え、進化によって生物の変化することを認めなかった。
しかしながら、このことは彼の考え方が保守的であった事を示すとは必ずしも言えないようである。むしろキュヴィエは当時次第に意識されるようになっていた実証主義的な科学の方法に則っており、その範囲では種の不変性が明らかであった。そのため、逆に思弁的な研究に基づいて提出されたラマルクの論には納得できなかったというのである。